# Pseudopallene collaris
Pseudopallene collaris is een zeespin uit de familie Callipallenidae. De soort behoort tot het geslacht Pseudopallene. Pseudopallene collaris werd in 2002 voor het eerst wetenschappelijk beschreven door Turpaeva. 